# Происхождение мира (картина)
«Происхождение мира» (фр. l'Origine du monde) — картина французского живописца Гюстава Курбе, которая долгое время по цензурным соображениям отсутствовала в экспозиции парижского Музея Орсе (другой перевод названия картины: «Начало мира»). Ныне картина демонстрируется на почётном месте, на отдельном стенде музея.

## История
Французский художник Гюстав Курбе после неприятия публикой и критикой его картин «Похороны в Орнане» (1850) и «Ателье» (1855) и смелого выступления против всех в «Павильоне реализма» на Всемирной выставке 1855 года в Париже обратился к традиционному жанру «ню» (изображению обнажённой натуры).
Но и в этом жанре бунтарь-одиночка, оскорблённый косностью мышления буржуазной публики решил «преподать ей ещё один урок» — пример бескомпромиссного решения вечной темы. Картину заказал художнику в 1866 году турецкий дипломат в Париже Халил-Бей, коллекционер и любитель эротического искусства (в его собрании находилась «Турецкая баня» Энгра и «Спящие» Курбе). Халил-Бей был поклонником Курбе и сторонником его дерзкого предприятия с «Павильоном реализма». Для художника заказ на эротическую тему стал ещё одним поводом к демонстрации собственной независимости.
Картина, считавшаяся непристойной даже для видавших виды парижан, многие годы скрытно переходила от одного владельца к другому и только в 1995 году заняла видное место среди других произведений выдающегося художника в парижском музее Орсе. Картина Курбе, как и прочие его произведения, прежде всего замечательна по живописи: сложно написанная карнация (цвет тела) подчёркивается мягкими линиями белой шелковистой материи.

## Идентификация натурщицы

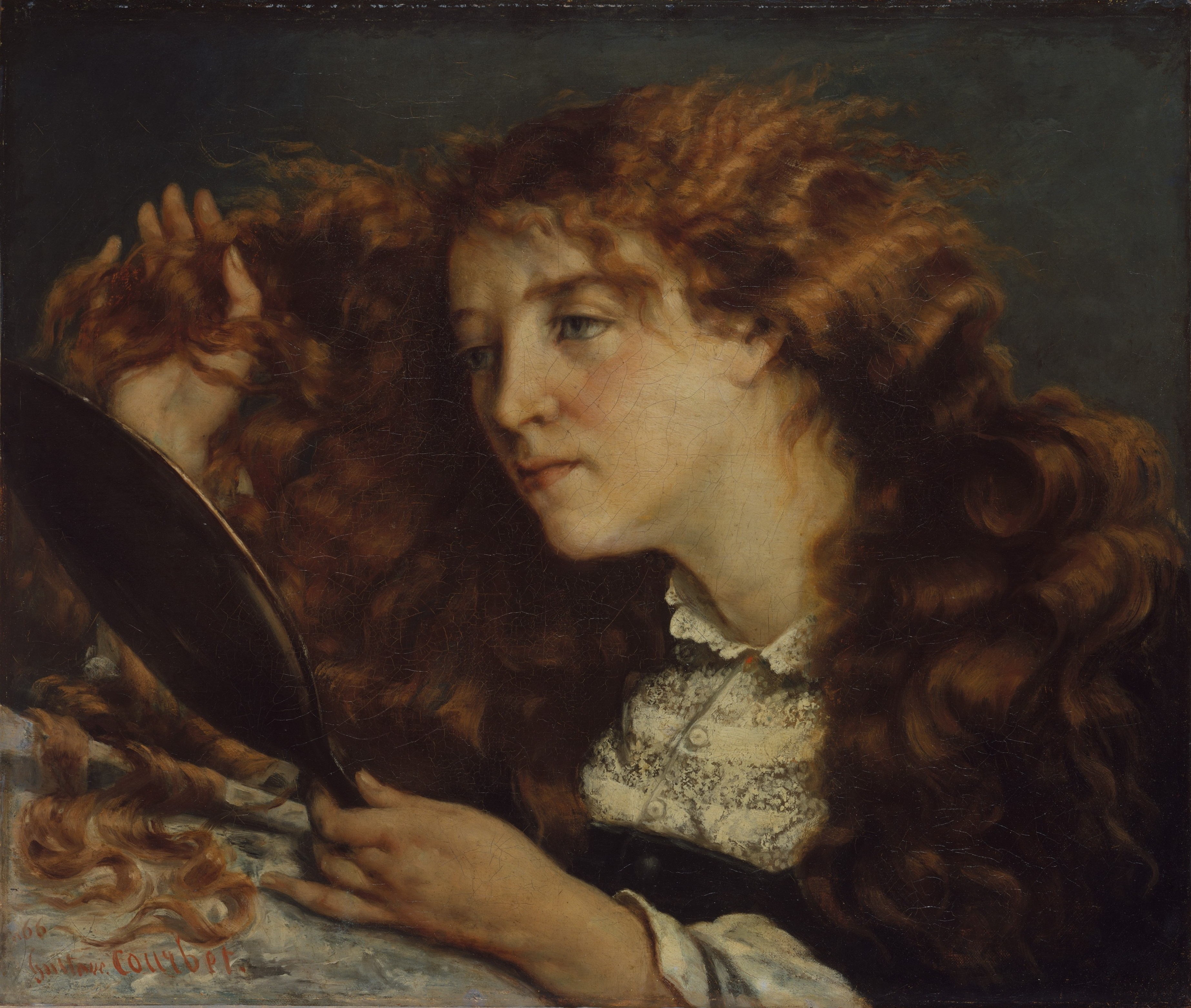
Прекрасная ирландка (Портрет Джоанны (Джо) Хиффернан). 1866. Холст, масло. Национальный музей изобразительных искусств, Стокгольм

На протяжении длительного времени предполагалось, что моделью для этого произведения Курбе была его любимая натурщица этого периода Джоанна (Джо) Хиффернан, одновременно возлюбленная ученика Курбе Джеймса Уистлера. В том же 1866 году Курбе написал один из её портретов (ему принадлежат ещё три), картину «Прекрасная ирландка (Портрет Джо)». Основные сомнения в этой версии были связаны с тем, что Хиффернан была рыжеволосой, и это с трудом согласуется с выраженным чёрным цветом волос на картине.
В 2018 году французский историк Клод Шопп, изучая переписку Александра Дюма-сына, принадлежавшего к тому же избранному кругу парижской богемы, обнаружил в одном из писем Дюма писательнице Жорж Санд замечание: «Нельзя кистью передать деликатное и яркое нутро мадемуазель Кеньо из Оперы». Замечание свидетельствует о том, что для картины художнику позировала парижская танцовщица Констанс Кеньо, незадолго до этого оставившая сцену и являвшаяся наложницей турецкого дипломата и коллекционера Халил-бея, по заказу которого «Происхождение мира» и было написано.

## Тайные владельцы

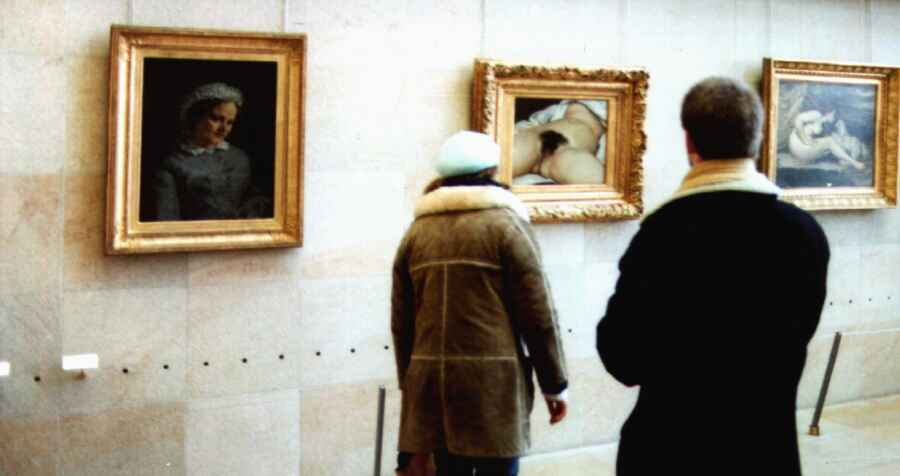
Картина в музее Орсе. Фотография 1995 года

После банкротства Халил-бея его коллекция картин была распродана, и в 1868 году «Происхождение мира» попало к торговцу антиквариатом Антуану де ла Нарде. Эдмон де Гонкур обнаружил полотно в его лавке в 1889 году, спрятанное за обшивкой из дерева, на которой был изображён пейзаж. Венгерский коллекционер барон Ференц Хатвани купил картину в 1910 году в галерее Бернхайма-младшего в Париже и привёз её в Будапешт. Там картина оставалась до конца Второй мировой войны. Потом полотно считалось потерянным, были известны только копии и репродукции.
В 1955 году психоаналитик Жак Лакан приобрёл оригинал у неизвестного продавца. Он и его жена, актриса Сильви Батай, поместили картину в своём загородном доме. Там она была скрыта от посторонних взглядов: Лакан попросил своего сводного брата Андре Массона сделать сдвигаемую раму, которая замаскировала был «опасное полотно» другой картиной. Массон написал пейзаж, который в точности повторял контуры оригинала. Чтобы ещё более подчеркнуть комичность ситуации, вторая, внешняя картина тоже была названа «Происхождение мира».
После смерти Лакана в 1981 году министр финансов Франции согласился принять картину для музея Орсе в качестве уплаты налога на наследство, формальности были окончательно улажены в 1995 году. В 1988 году картина впервые после долгого времени была представлена публике в Бруклинском музее в Нью-Йорке. Там картина экспонировалась под пуленепробиваемым стеклом под присмотром охранника.

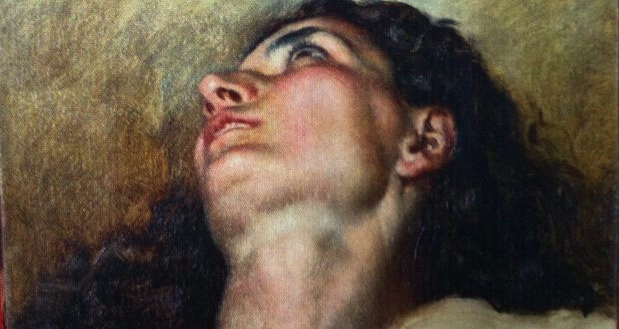
Предполагаемая недостающая часть от «Происхождения мира»

Во Франции в начале 2013 года было объявлено, что коллекционер-любитель, возможно, обнаружил в одном из парижских антикварных магазинов ту часть картины, на которой изображена голова натурщицы. Было высказано предположение, что художник вначале изобразил фигуру модели вместе с головой, но потом посчитал, что выставлять картину в таком виде рискованно, и поэтому отделил от картины фрагмент с изображением головы, чтобы, предположительно, избежать возможных неприятностей для натурщицы, которая, скорее всего, была любовницей Курбе. Однако эксперты музея Орсе отвергли гипотезу о том, что картина была разрезана на две части, и квалифицировали её как «надуманную». Формат данной картины 46 × 55 см являлся стандартным во времена Курбе, который сам часто пользовался такими холстами. Более того, расположение головы на вновь найденной картине не соответствует картине Курбе.

## Воздействие на искусство

#### Живопись
- Откровенность картины вдохновила Марселя Дюшана на создание его последней работы, Étant donnés (1946—1966), также изображающую женщину, лежащую на спине с раздвинутыми ногами[12].
- В 1989 году французская художница Орлан создала сибахром L’origine de la guerre (Происхождение войны), как мужскую версию L’origine du monde, изображающую мужской член в состоянии эрекции[13].
- Бразильский художник Вик Мюнис создал две версии знаменитой картины. Первая (1999) — это фотография из пыли и грязи, создающая ассоциацию между женскими гениталиями и грязью. Вторая (2013) — коллаж, копирующий картину, сделанный из журнальных вырезок[14].
- Two Origins of the World (2000) мексиканского художника Энрике Чагойя повторяет L’Origine du monde как спектральный фон за чёрным, синим и белым квадратами. На переднем плане местный житель сидит за мольбертом с изображением картины Курбе[15].
- В 2002 году американский художник Джек Доуз воссоздал картину Курбе из множества фотографий[16].
- Британский художник Аниш Капур создал инсталляцию L’Origine du monde, которая сейчас находится в Музее современного искусства XXI века в Японии, Канадзава[17].
- Французская художница Беттина Реймс опубликовала художественный фотоальбом «Книга Ольги» (2008)[18], заключительной картиной которой является фотография главной героини Ольги Родионовой[19], почти полностью изображающая L’Origine du monde: лежащая на спине в такой же позе женщина, с раздвинутыми ногами, открытой грудью и эрегированным соском.
- Tурецкий художник немецкого происхождения Танер Джейлан написал картину под названием «1879» (из серии «Потерянные картины» (2011)), в которой османская дворянка в вуали стоит перед полотном L’Origine du monde[20][21].

#### Кинематограф
- Картина вдохновила Катрин Брейя на создание фильма «Анатомия ада» (фр. Anatomie de l'enfer) в 2004 году[22].

#### Музыка
- В 2010 году британский композитор Тони Хаймас написал музыкальную сюиту «Происхождение мира», посвящённую картине и отношениям Курбе с Парижской коммуной, основанной на письмах Курбе, Шарля Бодлера и Пьера Дюпона[источник не указан 1624 дня].